# Хайд Парк (Върмонт)
Вижте пояснителната страница за други значения на Хайд Парк.
Хайд Парк (на английски: Hyde Park) е град в САЩ, административен център на окръг Ламойл, щата Върмонт. Градът е разположен на 50 километра от границата с Канада и има население 2989 души (по приблизителна оценка за 2017 г.).